# Берёзовый (приток Рудной)
Берёзовый — правый приток реки Рудной, на северо-западе Дальнегорского городского округа.
Длина около 5 км, протяжённость вместе с безымянным притоком почти 10 км. Исток находится на границе Дальнегорского городского округа и Кавалеровского района, близ Якут-Горы. Впадает Берёзовый ключ справа в р. Рудную в районе 10-го км на высоте ок. 280 м. По водоразделам граничит с соседними притоками Рудной — Нежданкой, Сенным, Сухим, Таёжным (Корейским), Лапшиным ключом. Имеются относительно невысокие перевалы в верховья Лапшина и Нежданки, а также высокий перевал (более 1200 м) из истоков Берёзового в истоки Пиритной (басс. р. Зеркальная). Берёзовый — горная река, поэтому температура воды в ней редко повышается до 13-15 °C.
Течёт по лесным массивам Дальнегорского городского округа, только у самого устья находится северо-западная граница города Дальнегорска. Через Берёзовый ключ проходит грунтовая дорога, связывающая микрорайон 10-й километр с дачными районами на 14-м км. Мостов нет, имеется водопропуск, состоящий из труб большого диаметра.

## Рельеф
Долина Берёзового прямая от истока до устья, без резких изгибов и почти перпендикулярна долине реки Рудной. В верхней части бассейн ключа окаймлён высокими и крутыми горными массивами, но относительно широк. В верховьях Берёзовый фактически стекает по склонам горного массива Якут-горы. У подножья высоких склонов сформированы делювиальные шлейфы, обломочный материал которых частично переотлагается в надпойменную террасу. Ниже по течению долина несколько сужается, но её продольный уклон уменьшается. В приустьевой части, перед впадением в Рудную, ключ «пропилил» цокольную террасу в коренных породах и стекает с неё шумным порогом.

## Растительность
На площади водосбора распространены леса с различными соотношениями хвойных и широколиственных пород деревьев. В нижней и средней частях водосбора в составе древостоя преобладает берёза и дуб. Имеются небольшие примеси других лиственных пород деревьев, а также кедра и лиственницы. Смешанным елово-берёзовым лесом с примесью лиственницы покрыт северный склон Якут-горы, переходящий в почти в чистый ельник у самой вершины. В нижней части склонов г. Ключ Берёзовый и в прилегающей долине ключа произрастает густой осинник, состоящий из тонких и низкорослых деревьев. В долине среднего течения Берёзового имеются небольшие заболоченные луга и покосы. Небольшие луга есть и по гребню северного отрога Якут-горы. Участки курумов имеются на южном склоне и на восточном отроге г. Ключ Берёзовый.

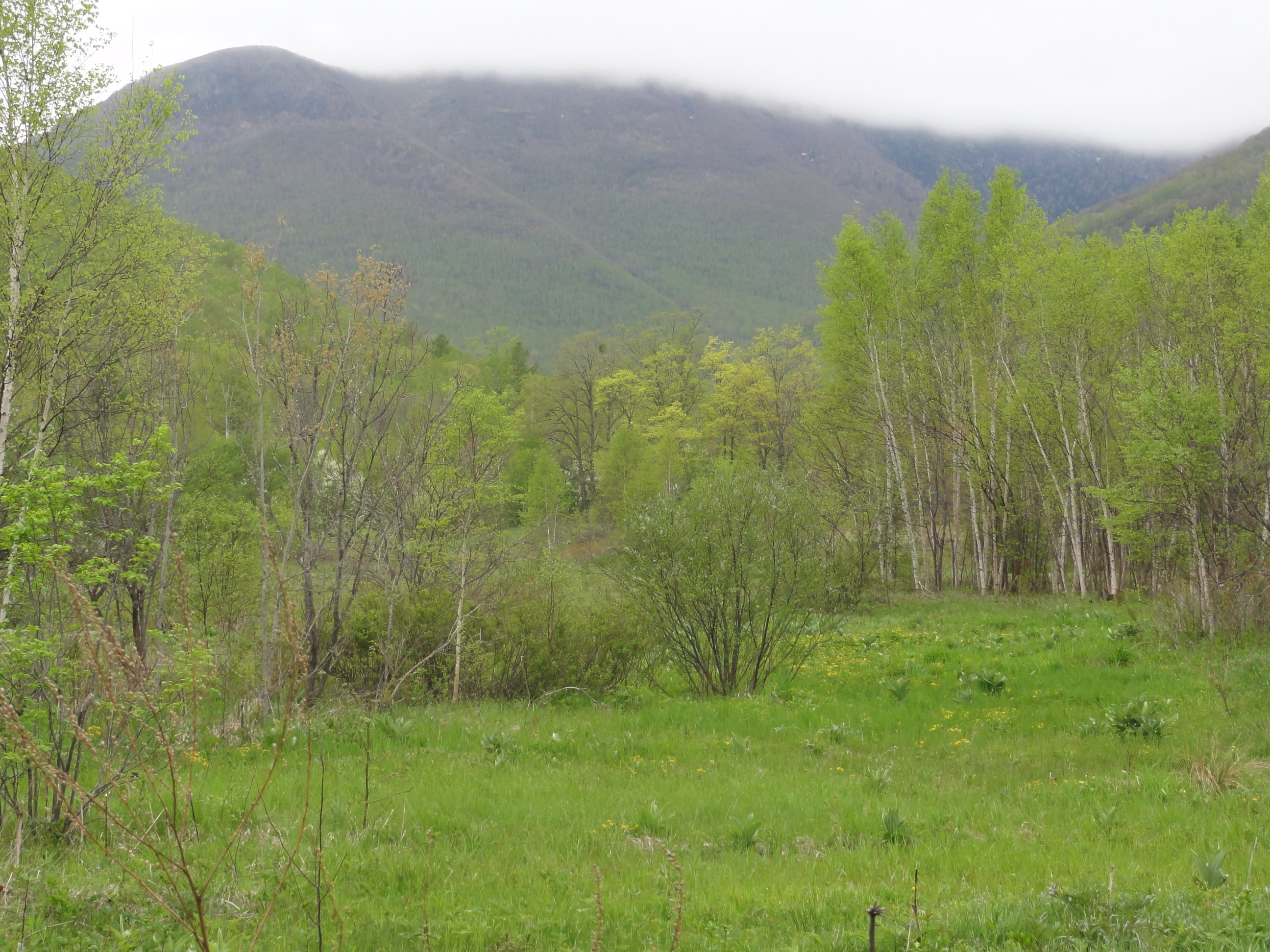
Долина кл. Берёзовый в среднем течении. Вдали, скрытая низкой облачностью, Якут-Гора.

## Хозяйственная деятельность
Большая часть территории слабо затронута хозяйственной деятельностью. Лишь в приустьевой части долины расположены загородные коттеджи и дачи. На самом ключе, у водопропуска на дороге, проходящей вдоль дачных участков, был расположен водозабор. В верховья Берёзового ключа была проложена лесная дорога, доходящая до небольших покосов. Местами дорога размыта, местами заболочена.
В начале 1980-х было определено направление для дальнейшей городской застройки Дальнегорска — от мкр. Горелое вверх по долине реки Рудной. Берёзовый ключ рассматривался в качестве возможного места для строительства водохранилища.

## Отдых и туризм
В бассейне Берёзового можно заготавливать берёзовый сок, папоротник, грибы, бруснику. Из туристических объектов можно отметить Якут-гору, г. Нежданка. Теоретически, территория пригодна для развития лыжных видов спорта и строительства горнолыжных трасс. Перепад высот на северном склоне Якут-горы составляет около 800 м, здесь долго сохраняется снежный покров.

## Притоки
На 9-м километре от истока, справа, впадает кл. Прямой.